# Rosecliff
Rosecliff es una mansión de la Edad Dorada ubicada en Newport, Rhode Island, Estados Unidos. Actualmente se encuentra abierta al público como casa museo histórica.  La casa también se conoce como Hermann Oelrichs House o J. Edgar Monroe House. .
Fue construida entre 1898 y 1902 por Theresa Fair Oelrichs, una heredera de plata de Nevada, cuyo padre James Graham Fair fue uno de los cuatro socios de la mina Comstock Lode. Era la esposa de Hermann Oelrichs, agente estadounidense de la línea de vapores Norddeutscher Lloyd. Ella y su marido, junto con su hermana, Virginia Fair, compraron el terreno en 1891 a la propiedad de George Bancroft y encargaron al estudio de arquitectura McKim, Mead, and White el diseño de una casa de verano adecuada para el entretenimiento a gran escala. Con pocas oportunidades de canalizar su considerable energía en otro lugar, "se lanzó a la escena social con tremendo entusiasmo, convirtiéndose, junto con la Sra. Stuyvesant Fish y la Sra. O.H.P. Belmont (del cercano Belcourt), en una de las tres grandes anfitrionas de Newport".
El arquitecto principal, Stanford White, modeló la mansión siguiendo el modelo del Gran Trianón del Versalles, pero más pequeño y reducido a una forma básica de "H", manteniendo el esquema de Mansart de una arcada acristalada de ventanas arqueadas y pilastras jónicas emparejadas, que aumentan hasta convertirse en columnas a lo largo de la logia central. El Rosecliff de White añade al Gran Trianón un segundo piso con un tejado abalaustrado que oculta el tercer piso retranqueado, que contiene veinte pequeñas habitaciones de servicio y la sala de prensado de la lavandería.